# الغواصة الألمانية يو-2 (1935)
الغواصة الألمانية يو-2 غواصة من الفئة الثانية تابعة لبحرية ألمانيا النازية كريغسمرين. تم وضع عارضة الغواصة في 11 فبراير 1935 من قبل دويتشه ويرك من كييل في ساحة رقم 237؛ تم إطلاقها في 1 يوليو وتم تكليفها في 25 يوليو 1935. 

## التصميم
أعتمدت الغواصات الألمانية من الفئة الثانية قائمة على الغواصة الفنلندية فيسيكو. كانت إزاحة الغواصة قدرها 254 طن متري (250 طن كبير) عندما كانت على السطح و 303 طن متري (298 طن كبير) عند الغمر. وصل طول الغواصة إلى 40.90 متر (134 قدم 2 بوصة). كان الغواصة تعمل باثنين من محركات MWM RS 127 S، محرك ديزل بست أسطوانات ينتج 700 حصان متري (510 كـو؛ 690 shp).  كانت الغواصة قادرًة على العمل على عمق يصل إلى 80–150 متر (260–490 قدم). 

## مصير
لم تعاني الغواصة من وقوع إصابات في أي من طواقمها حتى 8 أبريل 1944 عندما اصطدمت مع السفينة الألمانية حلمي شولي غرب بالتييسك (اليوم بالتييسك في روسيا) وغرقت. قتل 17 من طاقمها ونجا 18. رفع الحطام في اليوم التالي.